# Адамово (Ілавський повіт)
Адамово (пол. Adamowo, нім. Adolfshof) — село в Польщі, у гміні Суш Ілавського повіту Вармінсько-Мазурського воєводства.
Населення — 182 особи (2011).
У 1975-1998 роках село належало до Ельблонзького воєводства.

## Демографія
Демографічна структура станом на 31 березня 2011 року:
|          | Загалом | Допрацездатний вік | Працездатний вік | Постпрацездатний вік |
| -------- | ------- | ------------------ | ---------------- | -------------------- |
| Чоловіки | 93      | 24                 | 60               | 9                    |
| Жінки    | 89      | 27                 | 52               | 10                   |
| Разом    | 182     | 51                 | 112              | 19                   |